# Го-Рівер (Північна Кароліна)
Го-Рівер (англ. Haw River) — місто (англ. town) в США, в окрузі Аламанс штату Північна Кароліна. Населення — 2252 особи (2020).

## Географія
Го-Рівер розташоване за координатами 36°5′41″ пн. ш. 79°21′43″ зх. д. / 36.09472° пн. ш. 79.36194° зх. д. (36.094848, -79.361961).  За даними Бюро перепису населення США в 2010 році місто мало площу 7,36 км², з яких 7,25 км² — суходіл та 0,10 км² — водойми. В 2017 році площа становила 7,84 км², з яких 7,71 км² — суходіл та 0,13 км² — водойми.

## Демографія
Згідно з переписом 2010 року, у місті мешкало 2298 осіб у 921 домогосподарстві у складі 625 родин. Густота населення становила 312 осіб/км².  Було 1035 помешкань (141/км²).
Расовий склад населення:
| - 75,9 % — білих - 9,3 % — чорних або афроамериканців - 0,9 % — азіатів - 0,4 % — корінних американців - 11,5 % — осіб інших рас |

До двох чи більше рас належало 2,0 %. Частка іспаномовних становила 16,1 % від усіх жителів.
За віковим діапазоном населення розподілялося таким чином: 24,7 % — особи молодші 18 років, 60,6 % — особи у віці 18—64 років, 14,7 % — особи у віці 65 років та старші. Медіана віку мешканця становила 38,5 року. На 100 осіб жіночої статі у місті припадало 94,1 чоловіків;  на 100 жінок у віці від 18 років та старших — 93,2 чоловіків також старших 18 років.
Середній дохід на одне домашнє господарство  становив 49 184 долари США (медіана — 41 658), а середній дохід на одну сім'ю — 53 955 доларів (медіана — 45 188). Медіана доходів становила 29 485 доларів для чоловіків та 30 329 доларів для жінок. За межею бідності перебувало 18,6 % осіб, у тому числі 28,5 % дітей у віці до 18 років та 14,3 % осіб у віці 65 років та старших.
Цивільне працевлаштоване населення становило 1319 осіб. Основні галузі зайнятості: виробництво — 30,8 %, освіта, охорона здоров'я та соціальна допомога — 19,3 %, роздрібна торгівля — 10,1 %, мистецтво, розваги та відпочинок — 9,0 %.